# Kraj koronny
| Mapa Austro-Węgier | |
| \| 1. Królestwo Czech 2. Księstwo Bukowiny 3. Księstwo Karyntii 4. Księstwo Krainy 5. Królestwo Dalmacji 6. Królestwo Galicji i Lodomerii 7. Pobrzeże 8. Austria przed Anizą \| 9. Margrabstwo Moraw 10. Księstwo Salzburga 11. Śląsk Austriacki 12. Księstwo Styrii 13. Tyrol 14. Austria za Anizą 15. Vorarlberg 16. Królestwo Węgier 17. Trójjedyne Królestwo Chorwacji, Slawonii i Dalmacji (autonomiczna część Królestwa Węgier) 18. Bośnia i Hercegowina (kondominium austriacko-węgierskie) \| | |
| 1. Królestwo Czech 2. Księstwo Bukowiny 3. Księstwo Karyntii 4. Księstwo Krainy 5. Królestwo Dalmacji 6. Królestwo Galicji i Lodomerii 7. Pobrzeże 8. Austria przed Anizą | 9. Margrabstwo Moraw 10. Księstwo Salzburga 11. Śląsk Austriacki 12. Księstwo Styrii 13. Tyrol 14. Austria za Anizą 15. Vorarlberg 16. Królestwo Węgier 17. Trójjedyne Królestwo Chorwacji, Slawonii i Dalmacji (autonomiczna część Królestwa Węgier) 18. Bośnia i Hercegowina (kondominium austriacko-węgierskie) |

Kraj koronny (niem. Kronland) – terytorium składowe Cesarstwa Austrii w latach 1849–1867 i austriackiej części Austro-Węgier w latach 1867–1918. Głową kraju koronnego był cesarz, w którego imieniu działał Landeshauptmann (starosta krajowy) albo Statthalter (namiestnik).
Oficjalna nazwa „kraj koronny” pojawiła się po reformach w 1849 r., jednak poszczególne obszary, które nazwano krajami koronnymi, stanowiły części składowe monarchii habsburskiej znacznie wcześniej. Kraje koronne były w zasadzie tylko okręgami centralnej administracji cesarskiej, pozbawionymi (z pewnymi wyjątkami) autonomii. Nie były natomiast częściami składowymi federacji (państwami składowymi Austro-Węgier były Cesarstwo Austrii i Królestwo Węgier). Nie były również okręgami narodowościowymi. Tym niemniej kraje koronne z reguły miały własną tożsamość, wynikającą z wielowiekowej historii. Większość z nich stanowi do dziś odrębne regiony kulturowe i historyczne.
Administracja kraju koronnego była dwutorowa – centralna, wykonywana przez namiestnictwo (Statthalterei / Landeshauptmannschaft) i lokalna, wykonywana przez wydział krajowy (Landesausschuss; w Bukowinie i na Śląsku Prezydium Krajowe). Przedstawicielstwem ludności był sejm krajowy (Landtag). Zakres samorządu kraju koronnego był wąski i kompetencje organów samorządowych zdecydowanie ustępowały kompetencjom władzy centralnej.
Vorarlberg i Tyrol były zarządzane przez tego samego namiestnika, choć stanowiły odrębne kraje koronne. Podobnie Triest, Istria oraz Gorycja i Gradyska, które do celów administracyjnych łączono zazwyczaj w jeden kraj – Pobrzeże.
| Herb | Nazwa potoczna                                                                              | Pełna nazwa | Ośrodek adm.                              | Powierzchnia w km² | Ludność w 1910 r.               |
| ---- | ------------------------------------------------------------------------------------------- | --- | ----------------------------------------- | ------------------ | ------------------------------- |
|      | Górna Austria Oberösterreich                                                                | Arcyksięstwo Austrii za Anizą Erzherzogtum Österreich ob der Enns | Linz                                      | 11 982             | 853 006                         |
|      | Dolna Austria Niederösterreich                                                              | Arcyksięstwo Austrii przed Anizą Erzherzogtum Österreich unter der Enns | Wiedeń Wien                               | 19 825             | 3 513 814                       |
|      | Styria Steiermark                                                                           | Księstwo Styrii Herzogtum Steiermark | Graz                                      | 22 425             | 1 444 157                       |
|      | Karyntia Kärnten                                                                            | Księstwo Karyntii Herzogtum Kärnten | Klagenfurt                                | 10 326             | 396 200                         |
|      | Salzburg                                                                                    | Księstwo Salzburga Herzogtum Salzburg | Salzburg                                  | 7153               | 214 737                         |
|      | Tyrol Tirol                                                                                 | Książęce Hrabstwo Tyrolu Gefürstete Grafschaft Tirol | Innsbruck                                 | 26 683             | 946 613                         |
|      | Vorarlberg                                                                                  | Kraj Vorarlberg Das Land Vorarlberg | Bregencja Bregenz                         | 2602               | 145 408                         |
|      | Kraina Krain                                                                                | Księstwo Krainy Herzogtum Krain | Lublana Laibach                           | 9954               | 525 995                         |
|      | Pobrzeże Küstenland w tym: – Triest – Gorycja i Gradyska Görz und Gradisca – Istria Istrien | Pobrzeże Austriackie Österreichisches Küstenland w tym: – Wolne cesarskie miasto Triest Die Reichsunmittelbare Stadt Triest und ihr gebiet – Książęce Hrabstwo Gorycji i Gradyski Gefürstete Grafschaft Görz und Gradisca – Margrabstwo Istrii Markgrafschaft Istrien | Triest – Triest – Gorycja Gorizia – Poreč | 7969 95 2918 4.956 | 893 797 229 510 260 721 403 566 |
|      | Dalmacja Dalmatien                                                                          | Królestwo Dalmacji Königreich Dalmatien | Zadar Zara                                | 12 831             | 645 666                         |
|      | Czechy Böhmen                                                                               | Królestwo Czech Königreich Böhmen | Praga Prag                                | 51 947             | 6 769 548                       |
|      | Morawy Mähren                                                                               | Margrabstwo Moraw Markgrafschaft Mähren | Brno Brünn                                | 22 222             | 2 622 271                       |
|      | Śląsk Schlesien                                                                             | Księstwo Górnego i Dolnego Śląska, Księstwo Śląska Herzogtum Ober- und Niederschlesien, Herzogtum Schlesien | Opawa Troppau                             | 5147               | 756 949                         |
|      | Galicja i Lodomeria Galizien und Lodomerien                                                 | Królestwo Galicji i Lodomerii z Wielkim Księstwem Krakowskim i Księstwami Oświęcimskim i Zatorskim Königreich Galizien und Lodomerien mit dem Großherzogtum Krakau und den Herzogtümern Auschwitz und Zator                                                           | Lwów Lemberg                              | 78 497             | 8 025 675                       |
|      | Bukowina                                                                                    | Księstwo Bukowiny Herzogtum Bukowina | Czerniowce Czernowitz                     | 10 441             | 800 098                         |